# إيليا باسكن
إيليا باسكن (بالإنجليزية: Elya Baskin)‏ مواليد 11 أغسطس 1950 في ريغا، الجمهورية اللاتفية السوفيتية الاشتراكية، هو ممثل أمريكي بدأ مسيرته الفنية سنة 1971.

## الأعمال
- روزان
- لاري ساندريس شو
- جوال تكساس ووكر
- ماد أباوت يو
- بيكر
- الجناح الغربي
- عقول إجرامية
- هيروز
- كاسل

## روابط خارجية
- إيليا باسكن على موقع IMDb (الإنجليزية)
- إيليا باسكن على موقع ألو سيني (الفرنسية)
- إيليا باسكن على موقع أول موفي (الإنجليزية)
- إيليا باسكن على موقع قاعدة بيانات الأفلام السويدية (السويدية)
- إيليا باسكن على موقع قاعدة بيانات الفيلم (الإنجليزية)
- إيليا باسكن على موقع كينوبويسك (الروسية)